# Veda-rosca

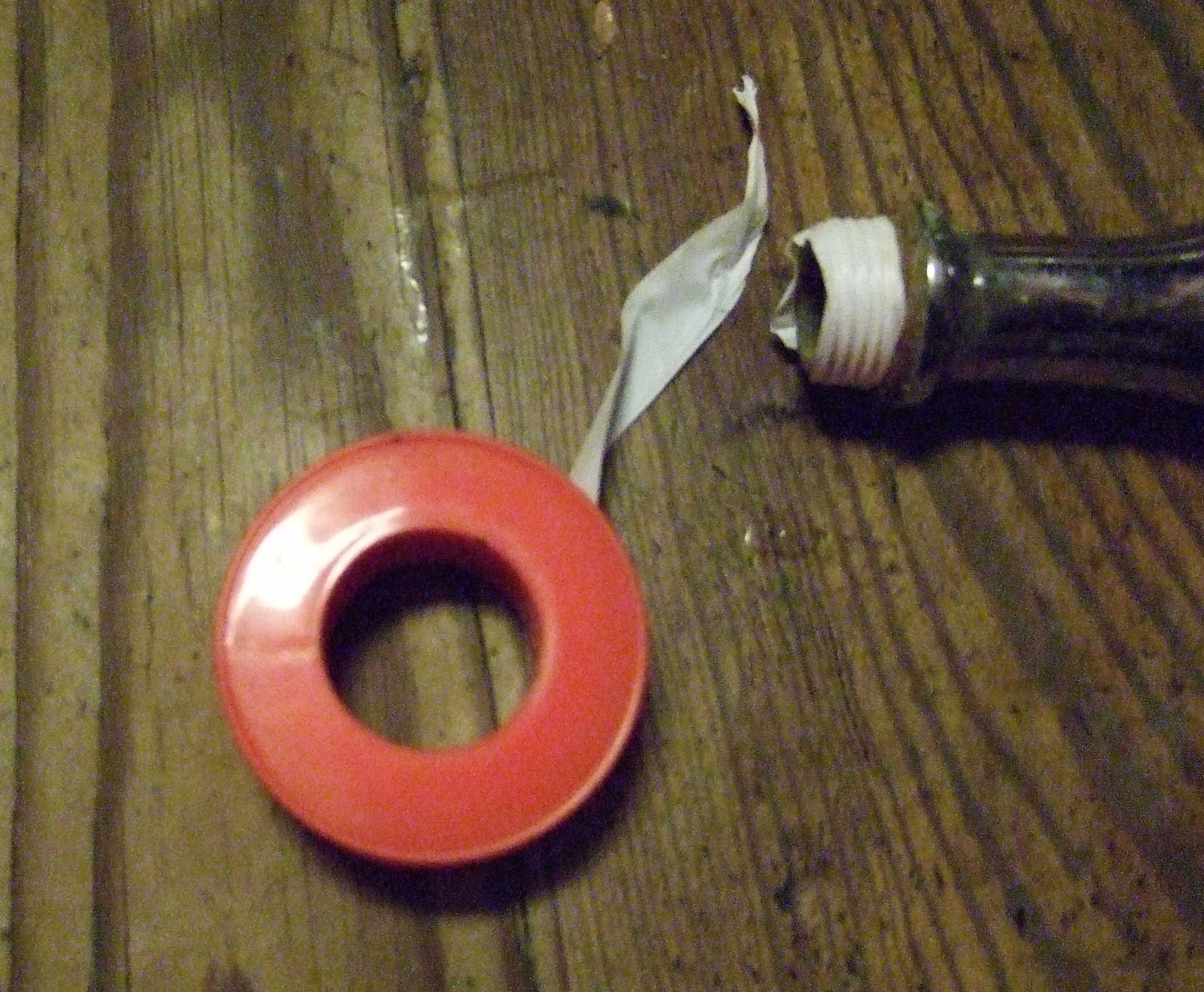
Fita veda-rosca.

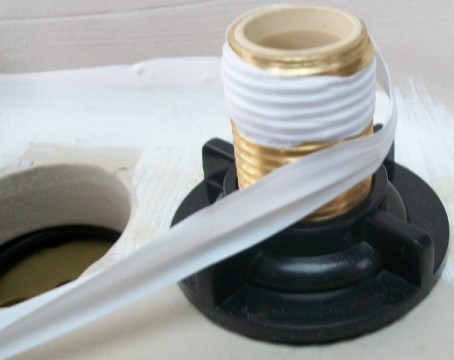
A fita veda-rosca é geralmente enrolada de 4 a 6 vezes ao redor das roscas para assegurar uma vedação perfeita e para evitar vazamentos.

A fita veda-rosca (politetrafluoretileno) é uma fita, geralmente branca usada na vedagem de tubulações de líquidos ou gases. Por ser composta de uma material bastante estável, pode ser usada para isolar uma variedade grande de materiais.
A fita veda-rosca  como é popularmente conhecida ou (politetrafluoretileno) também pode ser utilizada como bandagem de curativo, ou seja, para pequenas lesões ou cortes superficiais na pele ela age como proteção anti-bactericida proporcionando uma melhor e mais rápida cicatrização de ferimentos.